# Jaime Carreño Chaca
Jaime Rolando Carreño Chaca (Iquique, 7 de mayo de 1953) más conocido como Pipi Carreño es un exfutbolista chileno que jugaba de delantero y puntero derecho. Es considerado uno de los máximos ídolos y referentes de Deportes Iquique.  En el equipo iquiqueño jugó entre 1979 y 1981, siendo campeón de la Copa Polla Gol 1980 y de la Segunda División de Chile 1979, marcando en esta una última 2 goles que le dieron a Deportes Iquique el ascenso a Primera división, al vencer por 3-2 a Unión San Felipe a dos fechas de terminar el torneo. En ese partido anotó 2 de los 3 goles que le dieron el ascenso al club.
Además en el año 1988 luchó con Colo-Colo el ingreso a la Copa Libertadores de 1989 en la liguilla final del campeonato, donde Deportes Iquique terminó tercero.

## Trayectoria

### Como jugador

#### Primeros años
Jaime Carreño comenzó su actividad futbolística en su natal Iquique, donde practicaba en el barrio y en el colegio. Jugó en el club El Morro. Es hermano de exfutbolistas amateurs, como Nelson, Jorge y Leonardo Carreño, siendo símbolos del Club El Morro. Jugaba campeonatos locales con clubes fundadores de Deportes Iquique, como Club Unión, El Morro, Rápido, Expresso, etc.
En un campeonato regional realizado en Castro, fue visto por clubes como Audax Italiano, Cobreloa y Regional Antofagasta.

#### Regional Antofagasta
Su calidad como jugador y la falta de profesionalismo en Iquique los hicieron emigrar a la ciudad de Antofagasta, para dedicarse al fútbol profesional. En 1975 fue a probarse al club Regional Antofagasta, donde logró llegar al plantel titular. Estuvo en Antofagasta durante 3 años, hasta que en 1978 puso fin a su contrato y volvió a su ciudad.

#### Llegada a Deportes Iquique
Regresó a Iquique en 1979 a jugar por el recientemente creado club Deportes Iquique, donde jugó el torneo de segunda división de 1979, siendo gran artífice del club que fue campeón de la segunda división y que consiguió el ascenso a primera división con sólo un año de existencia, y marcando dos goles en la fecha 36 y ascendiendo a la división de honor.
Marcó 6 goles en segunda división.
En la siguiente temporada jugó en la Primera División de Chile 1980, donde Iquique quedó en el 16.º puesto y tuvo que jugar la liguilla de promoción, donde resultó ganador. También jugó la Copa Polla Gol 1980, donde los "Dragones Celestes" enfrentaron en cuartos de final a O'Higgins, ganando 3-2 y 3-1 con un doblete de Fidél Dávila en la ida y 3 del mismo en la vuelta. En la semifinal se midieron ante la Universidad de Chile, donde vencieron 1-0 con gol nuevamente de Fidél Dávila.
El día 13 de abril jugaron la final de la copa, donde resultaron campeones venciendo en la final a Colo-Colo por 2-1, con goles de Fidél Dávila a los 28' y Omar Souvageot a los 54'.
En el año 1981 el club Deportes Iquique realizó una magra campaña, tanto en la Copa Polla Gol como en la Primera División, terminando en la 12.ª posición y teniendo una vez más que pelear en la liguilla de descenso por mantenerse en la máxima categoría, quedando en el 2 puesto y manteniéndose en esta.

#### Paso por Arica
Luego de la mala campaña del 1981, Carreño deja el club y es contratado por el recientemente ascendido Deportes Arica, que jugaba por primera vez en la Primera División, haciendo una regular campaña y terminado décimos en la liga. Mientras que en la Copa Polla Gol Arica quedó tercero en el grupo 1 y clasificó a la siguiente fase, siendo eliminado por Colo-Colo. En esa misma temporada le marcó un gol a Deportes Iquique en el primer Clásico del Norte en primera división, ganándose críticas por parte de los iquiqueños. 
En la siguiente temporada Deportes Arica quedó nuevamente en el 10.º con 41 puntos, muy por encima de su anterior club, que luchaba por no descender.

#### Pasos por otros clubes
Dejó en 1983 el club ariqueño para fichar por Coquimbo Unido en el año 1984, donde descendió con el club de la cuarta región tras ser último en el grupo sur de la Primera División de Chile 1984.
Al año siguiente volvió a Deportes Iquique y realizó con el club una discreta campaña. Firmó por el club Unión San Felipe en las temporadas 1986 y 1987, donde terminó en la 6.ª posición del grupo de Segunda División.

#### Tercer paso por Iquique y retiro
En la siguiente temporada "Pipí" Carreño volvió al club Deportes Iquique, para el torneo de 1988, donde Iquique hizo una campaña histórica y terminó en el 3.er puesto de la tabla, clasificando así a la liguilla de Copa Libertadores de América. En esta liga Carreño anotó 8 goles con Iquique.
En la liguilla Iquique enfrentó a la Universidad Católica, donde venció 1-0 con gol de "Pipí" (quien marcó su noveno gol) y luego cayó por 3-1, pero por mejor posición el la tabla clasificó a la final Deporte Iquique. En la final jugó con Colo-Colo, perdiendo por 2 a 1 y quedando fuera de la Copa Libertadores.

### Como entrenador
Luego de retirase en Deportes Iquique inició estudios como director técnico en Chile y el extranjero, para poder ejercer en el cargo. Sus primeras incursiones como D.T. las realizó en el mismo club, cuando a 2 años de su retiro profesional llegó en 1991 a dirigir al primer equipo. Luego en 1992 y 1993 fue esporádicamente técnico. Entre los años 2000 y 2001 fue entrenador del equipo y en 2006 volvió a firmar, siendo campeón de tercera división el 2007 con los "Dragones" y ascendiendo al fútbol profesional en el año 2008.
Se hace cargo en mayo de 2014 una vez más de Deportes Iquique, para enfrentar la Copa Chile de ese año, después de cumplir un ciclo de trabajo en Municipal Mejillones, aun cuando el objetivo final es asumir en las divisiones inferiores de los Dragones Celestes.

## Clubes

### Como jugador
| Club                 | País  | Año       |
| -------------------- | ----- | --------- |
| Deportes Antofagasta | Chile | 1975-1978 |
| Deportes Iquique     | Chile | 1979-1981 |
| Deportes Arica       | Chile | 1982-1983 |
| Coquimbo Unido       | Chile | 1984      |
| Deportes Iquique     | Chile | 1985      |
| Unión San Felipe     | Chile | 1986-1987 |
| Deportes Iquique     | Chile | 1988-1989 |

### Como entrenador
| Club                    | País  | Año       |
| ----------------------- | ----- | --------- |
| Deportes Iquique        | Chile | 1991-1993 |
| Deportes Arica          | Chile | 1998-1999 |
| Deportes Iquique        | Chile | 2000-2001 |
| Deportes Arica          | Chile | 2002      |
| Deportes Iquique        | Chile | 2006-2007 |
| Municipal Mejillones    | Chile | 2009-2013 |
| Municipal Mejillones    | Chile | 2015-2016 |
| Municipal Alto Hospicio | Chile | 2018-Act. |

## Palmarés

### Campeonatos nacionales
| Título         | Club             | País  | Año  |
| -------------- | ---------------- | ----- | ---- |
| Primera B      | Deportes Iquique | Chile | 1979 |
| Copa Polla Gol | Deportes Iquique | Chile | 1980 |